# Lampona lomond
Lampona lomond is een spinnensoort uit de familie Lamponidae. De soort komt voor in het zuidoosten van Australië en Tasmanië.